# Hoppegarten
Hoppegarten (amtlich: Rennbahngemeinde Hoppegarten) ist eine amtsfreie Gemeinde im Landkreis Märkisch-Oderland in Brandenburg, Deutschland.

## Geografie
Das Gemeindegebiet ist durch einen nach Osten hervorragenden „Sporn“ des Berliner Bezirks Marzahn-Hellersdorf zweigeteilt: im Norden der Ortsteil Hönow, im Süden die Ortsteile Dahlwitz-Hoppegarten und Münchehofe. Die Gemeinde grenzt im Nordwesten und Norden an die amtsfreie Gemeinde Ahrensfelde, im Osten an die amtsfreie Stadt Altlandsberg und an die amtsfreie Gemeinde Neuenhagen bei Berlin, im Südosten an Schöneiche bei Berlin, im Süden an den Berliner Bezirk Treptow-Köpenick und im Westen an den Bezirk Marzahn-Hellersdorf (Berlin).

## Gemeindegliederung
Die Gemeinde gliedert sich laut Hauptsatzung in die drei Ortsteile
- Dahlwitz-Hoppegarten mit den Gemeindeteilen
  - Birkenstein
  - Waldesruh
- Hönow
- Münchehofe

und die Wohnplätze Heidemühle, Hönow Dorf, Hönow Nord, Hönow Süd, Mönchsheim, Neubirkenstein und Ravenstein.

## Geschichte
Der Name Hoppegarten leitet sich vom Wort Hopfen her.
Die Geschichte der Gemeinde Hoppegarten ist bis 2003 die Geschichte von ursprünglich vier, später drei ehemals selbstständigen Gemeinden und weiteren kleineren Siedlungen (heute Gemeindeteile und Wohnplätze) (siehe: entsprechende Ortsartikel).
Die Orte gehörten seit 1451 zum Niederbarnimschen Kreis, ab 1815 zum Kreis Niederbarnim in der preußischen Provinz Brandenburg und ab 1952 zum Kreis Strausberg im DDR-Bezirk Frankfurt (Oder). Seit 1993 liegen sie im brandenburgischen Landkreis Märkisch-Oderland.
Zur Verwaltung der vielen, z. T. sehr kleinen Gemeinden wurde 1992 in Brandenburg die Ämterverwaltung eingeführt. Am 11. September 1992 erteilte der Minister des Innern des Landes Brandenburg seine Zustimmung zur Bildung des Amtes Hoppegarten. Als Zeitpunkt des Zustandekommens des Amtes wurde der 15. September 1992 festgelegt. Das Amt hatte seinen Sitz in der Gemeinde Dahlwitz-Hoppegarten und bestand zunächst aus drei Gemeinden im damaligen Kreis Strausberg:
- Hönow
- Dahlwitz-Hoppegarten
- Münchehofe

Zum 26. Oktober 2003 wurden die drei amtsangehörigen Gemeinden per Gesetz zur neuen Gemeinde Hoppegarten zusammengeschlossen. Das Amt Hoppegarten wurde aufgelöst und die Gemeinde Hoppegarten amtsfrei. Die ehemaligen Gemeinden Dahlwitz-Hoppegarten und Hönow klagten erfolglos gegen den „Zusammenschluss von oben“ vor dem Landesverfassungsgericht; die Klagen wurden zurückgewiesen.
Am 22. März 2018 beschloss die Gemeindevertretung den Namenszusatz „Rennbahngemeinde“.

## Bevölkerungsentwicklung
| Jahr | Hönow | Dahlwitz- Hoppegarten | Münchehofe |      | Jahr   | Hoppegarten |
| ---- | ----- | --------------------- | ---------- | ---- | ------ | ----------- |
| 1875 | 0.607 | 0.465                 | 240        | 2003 | 13.958 |             |
| 1910 | 1.593 | 0.546                 | 224        | 2005 | 14.715 |             |
| 1939 | 3.799 | 2.618                 | 346        | 2010 | 16.802 |             |
| 1946 | 3.544 | 2.351                 | 309        | 2015 | 17.636 |             |
| 1950 | 4.061 | 2.426                 | 350        | 2020 | 18.202 |             |
| 1971 | 4.286 | 2.487                 | 287        | 2021 | 18.322 |             |
| 1990 | 3.844 | 2.203                 | 236        | 2022 | 18.202 |             |
| 1995 | 4.554 | 2.565                 | 260        | 2023 | 18.300 |             |
| 2000 | 5.741 | 6.122                 | 358        | 2024 | 18.218 |             |
| 2002 | 6.091 | 6.990                 | 401        |      |        |             |

Gebietsstand des jeweiligen Jahres, Einwohnerzahl: Stand 31. Dezember (ab 1991), ab 2011 auf Basis des Zensus 2011, ab 2022 auf Basis des Zensus 2022

## Politik

### Gemeindevertretung
Die Gemeindevertretung von Hoppegarten besteht entsprechend der Einwohnerzahl der Gemeinde aus 28 Gemeindevertretern und dem hauptamtlichen Bürgermeister. Die Kommunalwahl am 9. Juni 2024 führte bei einer Wahlbeteiligung von 69,8 % zu folgendem Ergebnis:
| AfD                                                | –      | –  | 13,7 % | 4  | 23,8 % | 6  |
| CDU                                                | 20,6 % | 6  | 18,1 % | 5  | 19,3 % | 6  |
| Die Linke                                          | 29,2 % | 8  | 22,1 % | 6  | 11,9 % | 3  |
| SPD                                                | 15,5 % | 4  | 08,5 % | 2  | 11,1 % | 3  |
| Bündnis 90/Die Grünen                              | 07,3 % | 2  | 16,8 % | 5  | 10,1 % | 3  |
| Freie Mitte                                        | –      | –  | –      | –  | 07,1 % | 2  |
| Siedlergemeinschaft Birkenstein                    | 05,0 % | 1  | 03,0 % | 1  | 04,9 % | 1  |
| FDP                                                | 03,2 % | 1  | 04,5 % | 1  | 04,0 % | 1  |
| Bündnis Hoppegarten für Vernunft und Gerechtigkeit | –      | –  | –      | –  | 03,9 % | 1  |
| Bündnis für Hoppegarten                            | 05,1 % | 1  | 03,0 % | 1  | 03,9 % | 1  |
| Freie Wähler Hoppegarten                           | 03,5 % | 1  | 02,7 % | 1  | –      | –  |
| Vereinigte Bürgerbewegung Hoppegarten              | 03,5 % | 1  | 02,6 % | 1  | –      | –  |
| Initiativgruppe der Eigenheimbesitzer Hoppegarten  | 02,9 % | 1  | 02,0 % | 1  | –      | –  |
| Bürgerkomitee                                      | 02,3 % | 1  | 01,7 % | –  | –      | –  |
| Einzelbewerber Sven Siebert                        | –      | –  | 01,5 % | –  | –      | –  |
| Pro Zukunft Märkisch-Oderland                      | 01,8 % | 1  | –      | –  | –      | –  |
| Insgesamt                                          | 100 %  | 28 | 100 %  | 28 | 100 %  | 27 |

Bei der Wahl 2024 entfielen auf die AfD sieben Sitze, von denen einer unbesetzt bleibt, weil die Partei nur sechs Kandidaten nominiert hatte.

### Bürgermeister
- 2003–2011: Klaus Ahrens (CDU)[17]

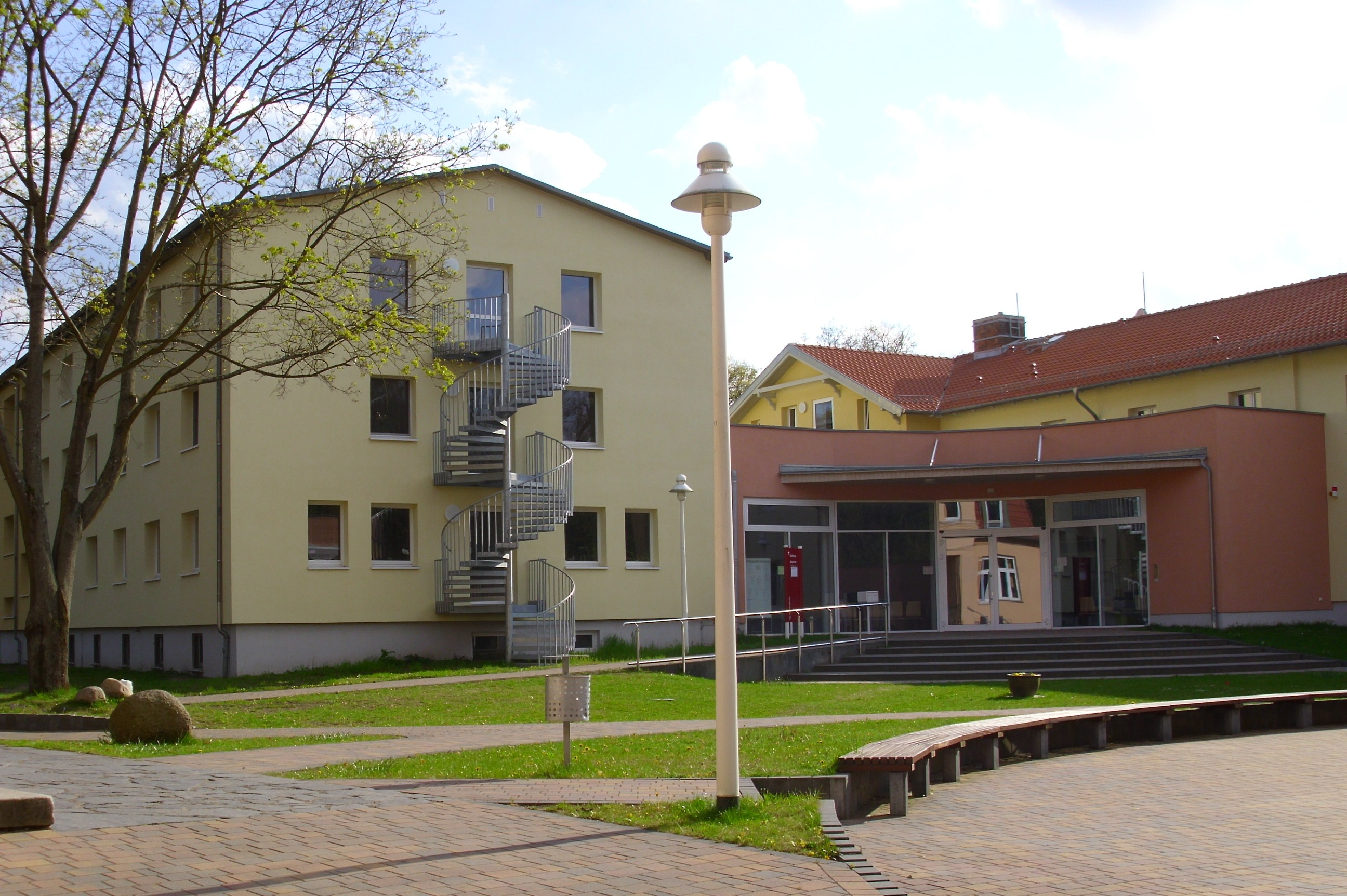
Rathaus

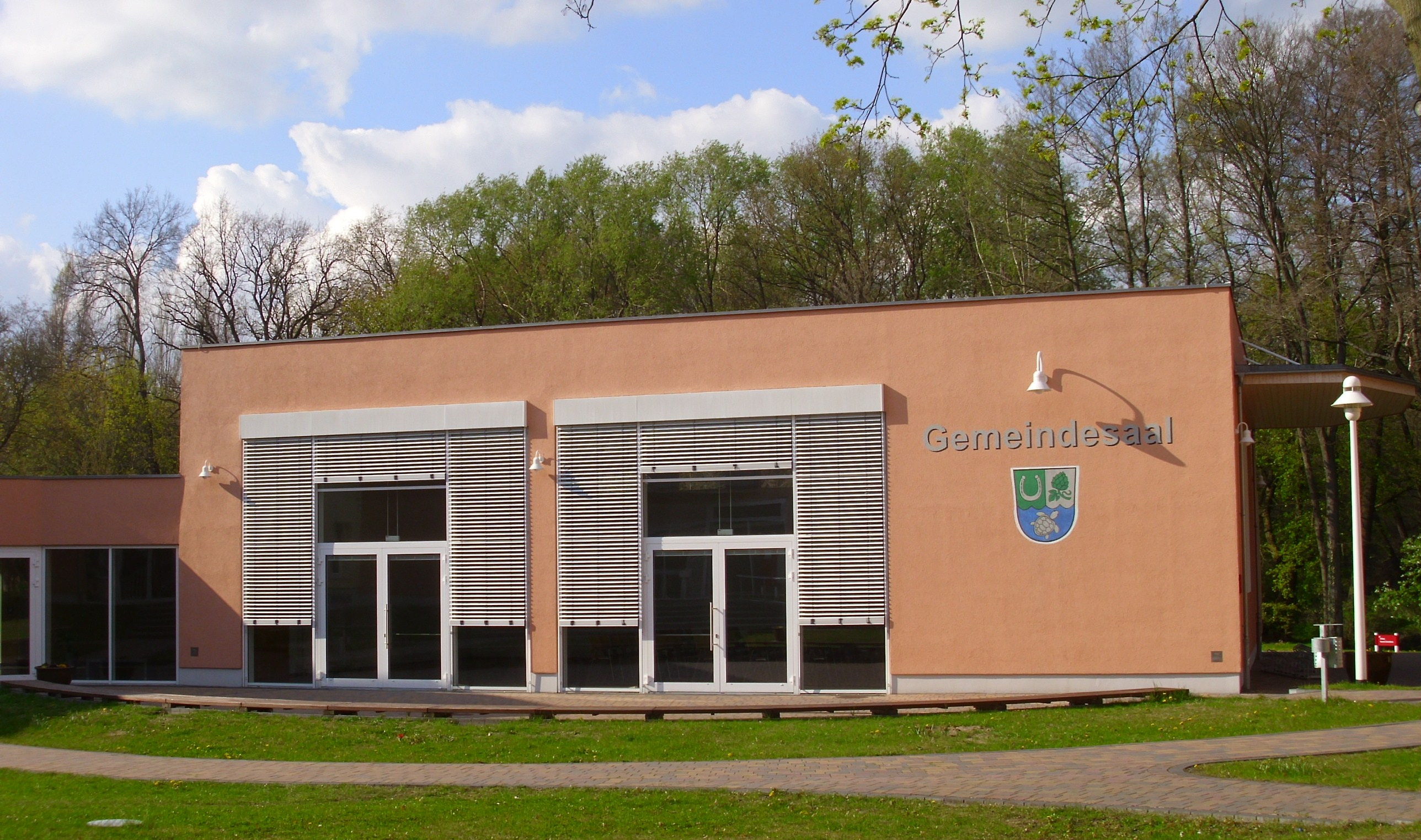
Gemeindesaal

- 2011–2019: Karsten Knobbe (Die Linke)[18]
- seit 2020: Sven Siebert (parteilos)

Siebert wurde in der Bürgermeisterstichwahl am 15. September 2019 mit 67,5 % der gültigen Stimmen gewählt. Seine Amtszeit beträgt acht Jahre.

### Wappen
| Wappen von Hoppegarten | Blasonierung: „Halb gespalten und im Dornenschnitt geteilt von Grün, Silber und Blau; Feld 1: ein nach oben geöffnetes silbernes Hufeisen, Feld 2: eine grüne Hopfendolde mit Stiel und Blatt, Feld 3: eine schräglinke silberne Schildkröte.“ |
| Wappen von Hoppegarten | Das Wappen wurde am 3. Juli 2006 durch das Ministerium des Innern genehmigt. |

### Flagge
„Die Flagge ist Grün – Weiß – Grün (1:4:1) gestreift und mittig mit dem Gemeindewappen belegt.“

### Dienstsiegel
Das Dienstsiegel zeigt das Wappen der Gemeinde mit der Umschrift GEMEINDE HOPPEGARTEN • LANDKREIS MÄRKISCH-ODERLAND.

### Gemeindepartnerschaften
Hoppegarten unterhält partnerschaftliche Beziehungen zu den Gemeinden Iffezheim in Baden-Württemberg, wo es ebenfalls eine Pferderennbahn gibt, sowie zu Rzepin in Polen.

## Sehenswürdigkeiten
- Am Bahnhof Hoppegarten (Mark) befindet sich das Ende des 19. Jahrhunderts erbaute Gebäude vom ehemaligen Kaiserbahnhof, welches umfassend saniert wurde und unter Denkmalschutz steht. Heute beherbergt das repräsentative Gebäude die Touristeninformation des Vereins „Märkische S5-Region“.
- In Hoppegarten befinden sich zahlreiche Villen, welche oft mit Stallanlagen verbunden sind. Sie wurden im Zuge der Entwicklung des Pferdesports in der Linden- und Goetheallee erbaut. Die Bauzeit der oft mehrstöckigen Villen und Wohnhäuser begann in der zweiten Hälfte des 19. Jahrhunderts. Die Bauten sind für die Entwicklung zu einem Zentrum des Rennsports und die damit in Verbindung stehenden Belange der Pferdezucht charakteristisch.
- Auf dem Friedhof Hoppegarten wurden namhafte Trainer, Jockeys, Futtermeister, Tierärzte und Stallburschen vieler Nationen, die im Rennsport beschäftigt waren, bestattet. Man findet dabei auch viele Grabmale, die in Englisch beschriftet sind. Einige der historischen Grabstätten gelten heute als wichtiges Zeugnis der Rennbahngeschichte von Hoppegarten sowie des Pferdesports.
- siehe dazu auch: Liste der Kulturdenkmale in Hoppegarten

## Wirtschaft und Infrastruktur

### Verkehr

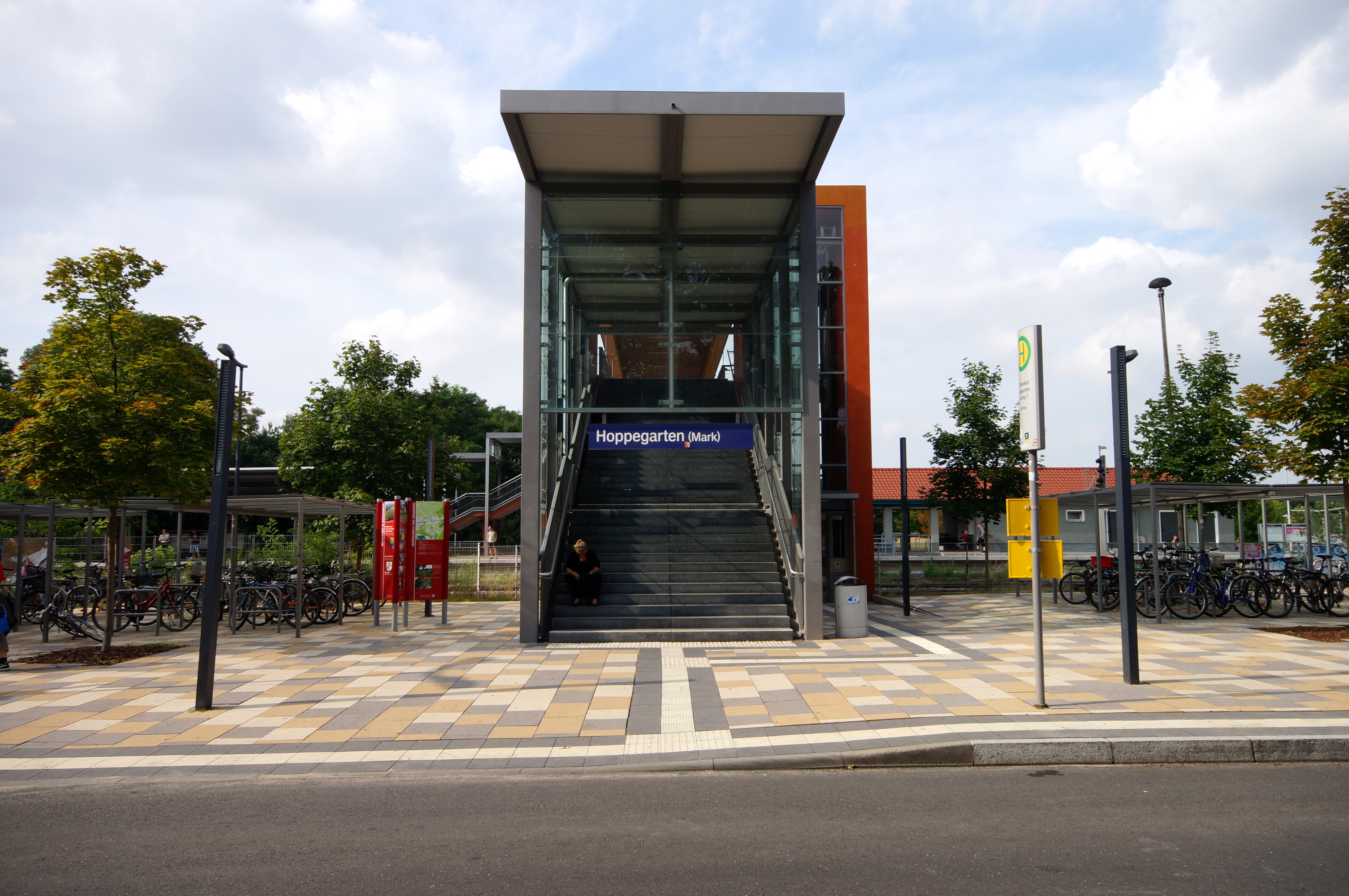
Eingang zum Bahnhof Hoppegarten (Mark)

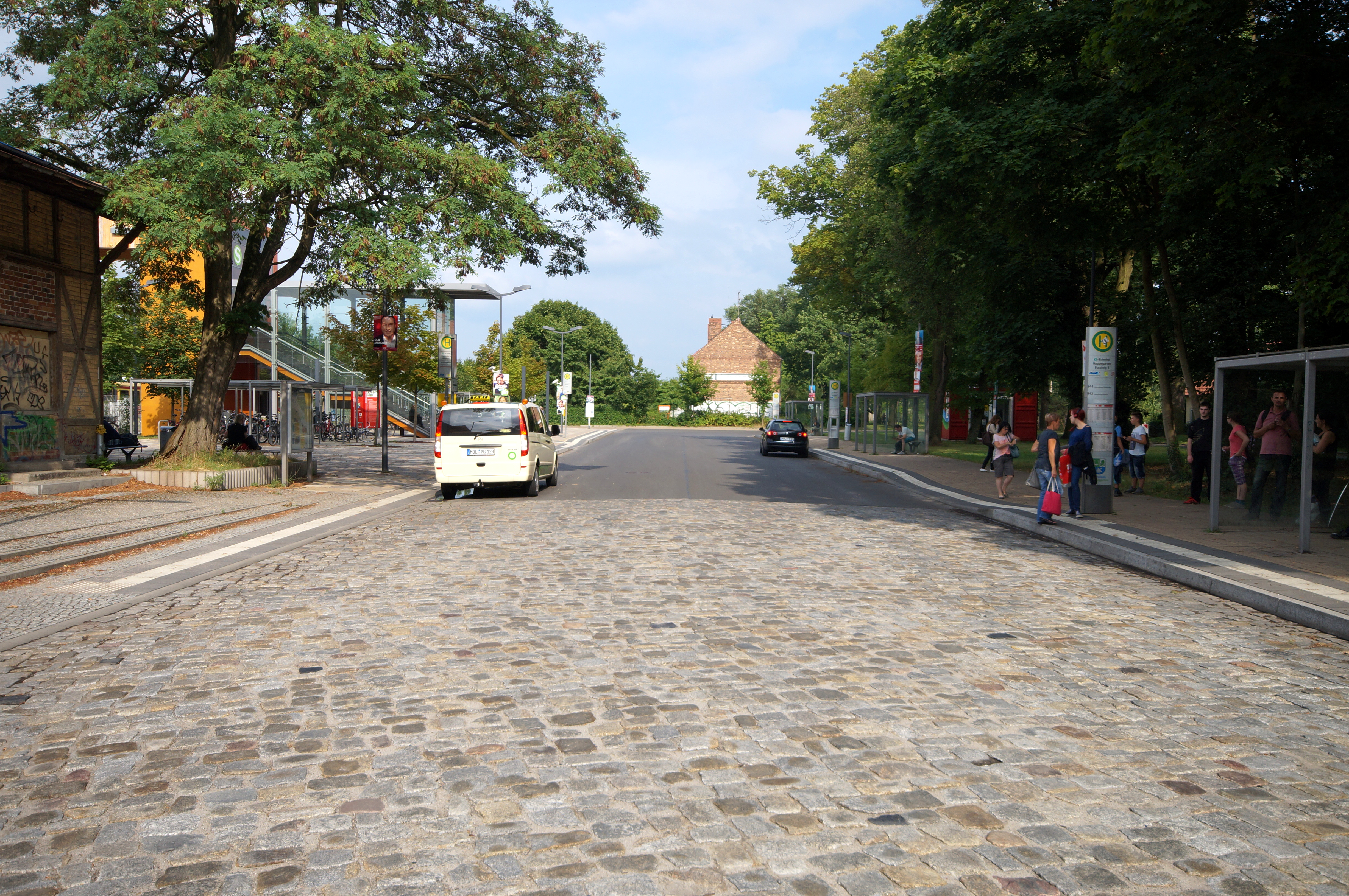
Busbahnhof am Bahnhof Hoppegarten (Mark)

Hoppegarten liegt an der Bundesstraße 1 / 5 zwischen der Berliner Stadtgrenze (Ortsteil Mahlsdorf) und Müncheberg. Die Landesstraße L 339 zwischen Ahrensfelde und der Berliner Stadtgrenze (Ortsteil Friedrichshagen) durchquert das Gemeindegebiet in Nord-Süd-Richtung.
Hoppegarten liegt an der Bahnstrecke Berlin–Küstrin-Kietz Grenze und besitzt zwei Stationen (Birkenstein und Hoppegarten (Mark)) der Linie S 5 der S-Bahn Berlin. Der Personenverkehr auf der Bahnstrecke Hoppegarten–Altlandsberg wurde 1965 eingestellt.
Über die U-Bahn-Linie U5 ist der Ortsteil Hönow an das Berliner U-Bahn-Netz angeschlossen. Zudem ist Hoppegarten durch einige Buslinien an das Umland angebunden.

### Behörden
In Hoppegarten, auf dem ehemaligen Gelände des Zentralen Chiffrierorgans (ZCO) des Ministerium für Staatssicherheit (MfS) der Deutschen Demokratischen Republik (DDR), hat das Bundesarchiv seit 1997 ein Zwischenarchiv für die obersten Bundesbehörden in Berlin. In einem Spezialmagazin sind auch Teile des Bundesfilmarchivs mit rund 70.000 Rollen Zellulosenitratfilme gelagert. Der Magazinneubau kann 65.000 laufende Meter Akten aufnehmen.
Der Landesbetrieb Straßenwesen Brandenburg hat seinen Sitz ebenfalls in Hoppegarten.
Im Ortsteil Hönow befindet sich eine Geschäftsstelle der Sozialversicherung für Landwirtschaft, Forsten und Gartenbau (SVLFG).

### Gesundheit
Im Ortsteil Dahlwitz-Hoppegarten befindet sich die Median Klinik Hoppegarten, eine Rehabilitationsfachklinik für Orthopädie, Rheumatologie, Unfallverletzungen und Schmerztherapie.

### Sport
Der Ortsteil Dahlwitz-Hoppegarten wurde durch die 1868 eröffnete Galopprennbahn Hoppegarten berühmt. Sie entwickelte sich bis zum Ersten Weltkrieg zur wichtigsten deutschen Rennbahn. Jetzt finden pro Jahr unter internationaler Beteiligung bis zu elf Renntage statt.
1976 gewannen der Schütze Norbert Klaar und 1980 der Judoka Dietmar Lorenz eine olympische Goldmedaille. Beide traten für den SC Dynamo Hoppegarten an.

## Persönlichkeiten

### Ehrenbürger
- 25. Januar 2007: Artur Boehlke[22]
- 4. Dezember 2014: Dietmar Hötger[22]

### Söhne und Töchter der Gemeinde
- Heinz Jentzsch (1920–2012), Trainer im Galopprennsport
- Willi Schultheis (1922–1995), Dressurreiter

### Mit der Gemeinde verbundene Persönlichkeiten
- Horst Schlimper (1915–1990), Präsident des ADMV der DDR, lebte in Dahlwitz-Hoppegarten
- Ulrich Voß (1938–2024), Schauspieler, lebte in Hönow
- Christina Kubisch (* 1948), Installationskünstlerin, lebt in Dahlwitz-Hoppegarten
- Renate Adolph (* 1954), Politikerin (Die Linke), lebt in Hönow
- Marco Bertram (* 1973), Journalist, wuchs im Gemeindeteil Waldesruh auf
- Kay Bernstein (1980–2024), Präsident von Hertha BSC, lebte und starb in Hoppegarten